# Douglas Walton (Schauspieler)
Douglas Walton (* 16. Oktober 1910 in Toronto, Ontario als J. Douglas Dunder; † 15. November 1961 in New York City, New York) war ein kanadischer Schauspieler.

## Leben und Karriere
Nach einer kurzen Karriere beim Theater gab der gebürtige Kanadier im Jahre 1931 in Hollywood, wo zu dieser Zeit zahlreiche jugendliche Darsteller verpflichtet wurden. Nach einigen kleineren Nebenrollen bekam Walton zusehends größere Rollen, wobei er häufig snobistische oder gebildete Aristokraten verkörperte. Er spielte unter anderem 1935 Percy Shelley im Horrorfilm Frankensteins Braut und war ihm selben Jahr im Abenteuerstreifen Meuterei auf der Bounty zu sehen. Der Höhepunkt seiner Karriere war die Verkörperung von Lord Darnley, dem verweichlichten Ehemann von Katharine Hepburn im aufwendigen Historienfilm Maria von Schottland. 1937 erhielt er im B-Film Damaged Goods eine seiner wenigen Hauptrollen.
1939 spielte Walton am Broadway in der Komödie Billy Draws a Horse. In den 1940er-Jahren versank Waltons Filmkarriere zusehends in kleinere Nebenrollen. In dem Film noir Murder, My Sweet spielte er 1944 abermals eine dandyhafte Figur, die schon bald nach Filmbeginn ihren Tod findet. Seine vielleicht letzte bedeutendere Rolle war die des Alan Campbell in Das Bildnis des Dorian Gray (1945), der Verfilmung von Oscar Wildes gleichnamigen Roman. Nach sechzig Filmen zog er sich 1950 mit gerade einmal 40 Jahren aus dem Schauspielgeschäft zurück. Walton verstarb elf Jahre später an einem Herzinfarkt.

## Filmografie (Auswahl)
- 1931: Body and Soul
- 1931: Dr. Jekyll und Mr. Hyde (Dr. Jekyll and Mr. Hyde)
- 1932: Scarface
- 1933: Kavalkade (Cavalcade)
- 1933: The Secret of Madame Blanche
- 1933: Ein Mann geht seinen Weg (Looking Forward)
- 1934: Die letzte Patrouille (The Lost Patrol)
- 1934: Das Rätsel von Monte Christo (The Count of Monte Cristo)
- 1934: Charlie Chan in London
- 1935: Frankensteins Braut (Bride of Frankenstein)
- 1935: Meuterei auf der Bounty (Mutiny on the Bounty)
- 1935: Der Weg im Dunkel (The Dark Angel)
- 1936: Maria von Schottland (Mary of Scotland)
- 1936: Die Kameliendame (Camille)
- 1937: Damaged Goods
- 1938: Storm Over Bengal
- 1939: Pacific Liner
- 1939: The Story of Vernon and Irene Castle
- 1939: Raffles
- 1939: Im Empire geht die Sonne nie unter (The Sun Never Sets)
- 1940: Nordwest-Passage (Northwest-Passage)
- 1940: Der lange Weg nach Cardiff (The Long Voyage Home)
- 1940: Das Geheimnis von Malampur (The Letter)
- 1941: Hurry, Charlie, Hurry
- 1942: Sabotageauftrag Berlin (Desperate Journey)
- 1944: Murder, My Sweet
- 1945: Das Bildnis des Dorian Gray (The Picture of Dorian Gray)
- 1945: Eine Lady mit Vergangenheit (Kitty)
- 1946: Im Geheimdienst (Cloak and Dagger)
- 1947: Taifun (Green Dolphin Street)
- 1947: Amber, die große Kurtisane (Forever Amber)
- 1948: Lassies Heimat (Hills of Home)
- 1949: The Secret of St. Ives
- 1949: Rebellen der Steppe (Calamity Jane and Sam Bass)
- 1950: Drei kehrten heim (Three Came Home)